# Csernefalvy László
Csernefalvy László (Orosháza, 1929. december 11. – 2017. október 24.) magyar nemzeti labdarúgó-játékvezető.

## Pályafutása
A játékvezetői vizsgát 1959-ben tette le, 1964-ben NB III-as besorolást kapott, 1965-ben lett országos, 1970-ben a legfelső szintű labdarúgó-bajnokság játékvezetője. Az aktív nemzeti játékvezetéstől 1979-ben búcsúzott. Több válogatott és nemzetközi klubmérkőzésen lehetett a működő játékvezető partbírója. Első ligás mérkőzéseinek száma: 67.
Az MLSZ Játékvezető Testületnél (JT) játékvezető ellenőrként tevékenykedett.
| Időpont             | Helyszín                       | Mérkőzés típusa          | Mérkőzés                           | Partbírói                       | Eredmény |
| ------------------- | ------------------------------ | ------------------------ | ---------------------------------- | ------------------------------- | -------- |
| 1970. június 13.    | Tóstrandi Stadion, Salgótarján | első NB I-es mérkőzése   | Salgótarjáni BTC–Komlói Bányász SK | Borzási Imre/Losonczy Árpád     | 2 – 1    |
| 1979. augusztus 25. | Városi Stadion, Békéscsaba     | utolsó NB I-es mérkőzése | Békéscsabai ESSC–Tatabányai BSC    | Egervári Ferenc / Geiger Sándor | 2 – 3    |